# Municipio de Greeley (condado de Sedgwick)
El municipio de Greeley (en inglés: Greeley Township) es un municipio ubicado en el condado de Sedgwick en el estado estadounidense de Kansas. En el año 2010 tenía una población de 1035 habitantes y una densidad poblacional de 11,04 personas por km².

## Geografía
El municipio de Greeley se encuentra ubicado en las coordenadas 37°52′22″N 97°39′14″O / 37.87278, -97.65389. Según la Oficina del Censo de los Estados Unidos, el municipio tiene una superficie total de 93.77 km², de la cual 92,43 km² corresponden a tierra firme y (1,43 %) 1,34 km² es agua.

## Demografía
Según el censo de 2010, había 1035 personas residiendo en el municipio de Greeley. La densidad de población era de 11,04 hab./km². De los 1035 habitantes, el municipio de Greeley estaba compuesto por el 94,49 % blancos, el 0,87 % eran afroamericanos, el 1,06 % eran amerindios, el 0,29 % eran asiáticos, el 1,64 % eran de otras razas y el 1,64 % eran de una mezcla de razas. Del total de la población el 4,25 % eran hispanos o latinos de cualquier raza.